# 年金生活者支援給付金の支給に関する法律
年金生活者支援給付金の支給に関する法律（ねんきんせいかつしゃしえんきゅうふきんのしきゅうにかんするほうりつ、平成24年法律第102号）とは、国民年金に関する日本の法律である。
施行日は、2015年（平成27年）10月1日。

## 規則
この法律は、7つの章にて構成されている。
- 第1章 総則
- 第2章 老齢年金生活者支援給付金及び補足的老齢年金生活者支援給付金
- 第3章 障害年金生活者支援給付金
- 第4章 遺族年金生活者支援給付金
- 第5章 不服申立て
- 第6章 費用
- 第7章 雑則